# Cratotragus indiator
Cratotragus indiator là một loài bọ cánh cứng trong họ Cerambycidae.